# Agapetus anakdacing
Agapetus anakdacing är en nattsländeart som beskrevs av Malicky 1995. Agapetus anakdacing ingår i släktet Agapetus och familjen stenhusnattsländor. Inga underarter finns listade i Catalogue of Life.